# Winter-Paralympics 2010/Teilnehmer (Iran)
| stlisierte Goldmedaille | stlisierte Silbermedaille | stlisierte Bronzemedaille |
| ----------------------- | ------------------------- | ------------------------- |
| —                       | —                         | —                         |

Iran schickt bei den Winter-Paralympics 2010 in Vancouver einen Athleten an den Start. Es handelt sich um die vierte Teilnahme des Landes bei den Winter-Paralympics.

## Teilnehmer nach Sportarten

### Ski Alpin
Herren:
- Sadegh Kalhor
Slalom, stehend: 34. Platz